# Guillaume Krommenhoek
Guillaume Krommenhoek (11 juli 1992) is een Nederlandse roeier. Na het beëindigen van zijn American football-carrière begon hij in 2015 met roeien bij de studentenroeivereniging A.A.S.R. Skøll. Hij nam deel aan de twee-zonder-stuurman voor mannen tijdens de Zomerspelen van 2020. Krommenhoek maakte deel uit van de Holland acht die een zilveren medaille won op de Wereldkampioenschappen van 2022, en wederom bij de Wereldkampioenschappen van 2023.

## Levensloop
In 2015 startte Krommenhoek zijn roeicarrière in de eerstejaars acht bij A.A.S.R. Skøll. In 2017 maakte hij de overstap naar de skiff en dankzij een succesvol Nederlands Kampioenschap kreeg hij de kans deel te nemen aan de eerste wereldbeker in de dubbelvier. Na enkele jaren in het scullen te hebben geroeid, maakte hij halverwege 2019 de overstap naar boordroeien. In 2019 boekte hij in de dubbelvier een overwinning op de Henley Royal Regatta. In januari 2020 maakte hij de overstap naar de tweezonder samen met Niki van Sprang. Samen kwalificeerden ze zich voor de Olympische Spelen van 2020 in Tokio. In Tokio werd de 7e plaats overall behaalt en won het duo de B-finale.
Vervolgens maakte Krommenhoek de overstap naar de Holland Acht. Op de Wereldkampioenschappen van 2022 behaalde hij een zilveren medaille in de Acht in Račice, gevolgd door een tweede zilveren medaille op dezelfde discipline in Belgrado in 2023. Bij de Europese Kampioenschappen van 2022 in München won hij in de Acht opnieuw een zilveren medaille.
In 2024 probeerde hij zich opnieuw te kwalificeren voor de Olympische Spelen, ditmaal weer in de twee-zonder met Van Sprang. Ondanks een intensieve voorbereiding en een sterke prestatie op het Olympisch Kwalificatietoernooi in Luzern, misten ze de kwalificatie op slechts 0,36 seconde. Nadat hun olympische droom was vervlogen, sloten Krommenhoek en Van Sprang hun seizoen in 2024 af met een indrukwekkende overwinning in de twee-zonder tijdens de Henley Royal Regatta. In de finale versloegen ze overtuigend een sterke Duitse ploeg. Deze zege vormde een passend slotakkoord van hun gezamenlijke campagne.
In 2025 maakte Guillaume Krommenhoek, na het afscheid van zijn roeipartner Niki van Sprang, de overstap naar de Holland Acht. Met de Holland Acht behaalde hij datzelfde jaar een zilveren medaille op de Europese Kampioenschappen in Plovdiv. Daarmee bevestigde Krommenhoek zijn positie als een boordroeier binnen de Nederlandse toproeiploeg.

### Maatschappelijke betrokkenheid
Naast zijn sportieve carrière zet Guillaume Krommenhoek zich actief in voor maatschappelijke doelen. In 2025 organiseert hij samen met zijn team een inzamelingsactie voor ALS-onderzoek door een driedubbele beklimming van de Mont Ventoux te volbrengen. Deze zware tocht, goed voor bijna 5000 hoogtemeters, draagt bij aan het vergroten van de bekendheid van de ziekte en het ophalen van fondsen voor wetenschappelijk onderzoek. Zijn inzet is persoonlijk gemotiveerd: tien jaar eerder verloor hij zijn schoonmoeder aan ALS.

## Resultaten

### Wereldkampioenschappen
| Jaar | Plaats   | Resultaten |
| ---- | -------- | ---------- |
| 2022 | Račice   | in de acht |
| 2023 | Belgrado | in de acht |

### Europese kampioenschappen
| Jaar | Plaats  | Resultaten          |
| ---- | ------- | ------------------- |
| 2022 | München | in de acht          |
| 2024 | Szeged  | 5e in de tweezonder |
| 2025 | Plovdiv | in de acht          |

## Externe Links
- Guillaume Krommenhoek op Roeien.nl
- Guillaume Krommenhoek op Olympics.com
- (en)  profiel van Guillaume Krommenhoek op WorldRowing.com
- Guillaume Krommenhoek op ESPN